# Niederhorbach

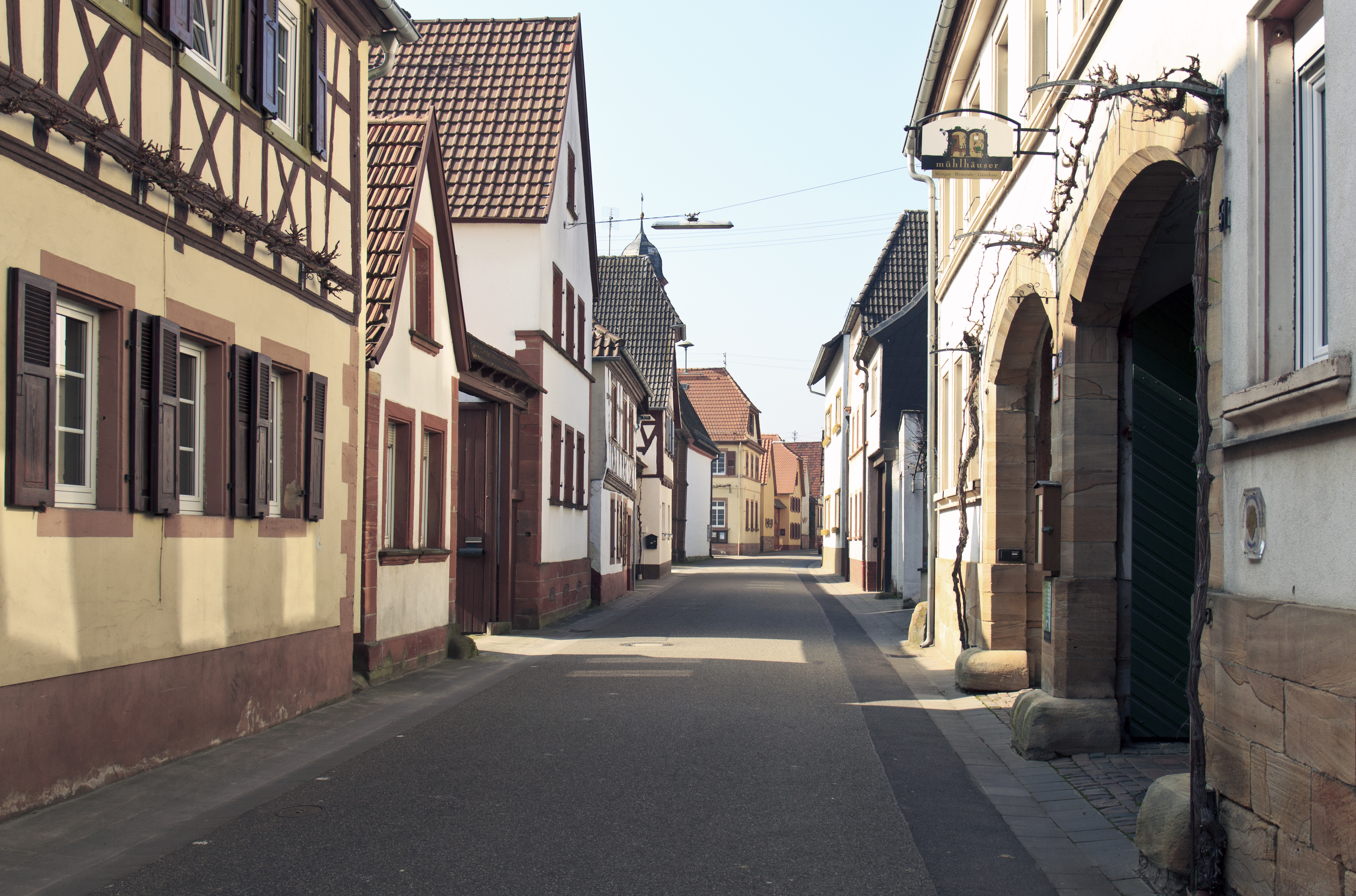
Hauptstraße

Niederhorbach ist eine Ortsgemeinde im Landkreis Südliche Weinstraße in Rheinland-Pfalz. Sie gehört der Verbandsgemeinde Bad Bergzabern an.

## Geographische Lage
Der Weinort liegt zwischen dem Biosphärenreservat Pfälzerwald und dem Rhein.

## Geschichte
Im Jahr 1464 erfolgte die erste gesicherte Nennung des Ortes Niederhorbach in der Form „Zynkenhorbach“.

## Religion

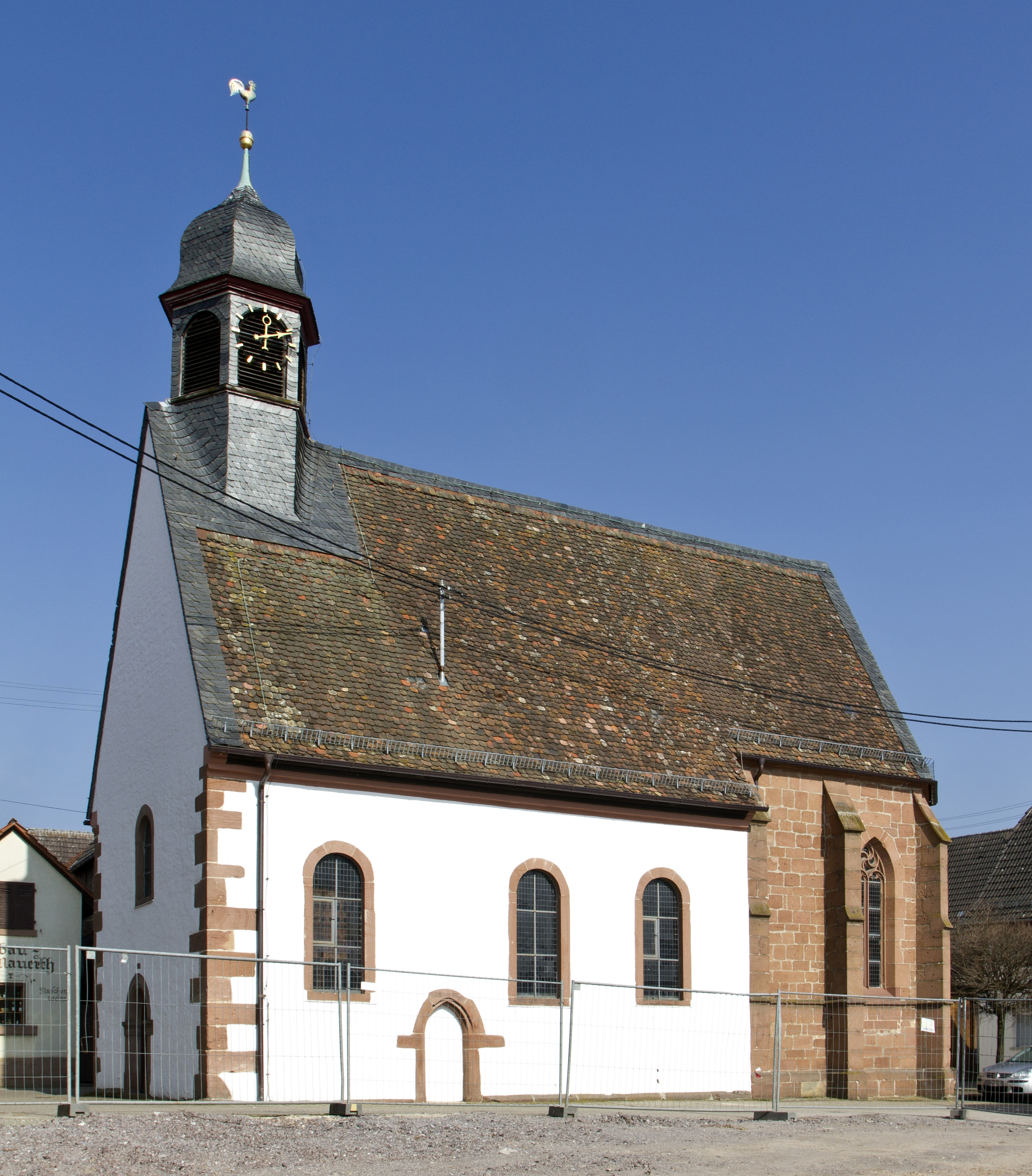
Evangelische Kirche

Ende des Jahres 2013 waren 54,6 Prozent der Einwohner evangelisch und 22,8 Prozent katholisch. Die übrigen gehörten einer anderen Religion an oder waren konfessionslos.

## Politik

### Gemeinderat
Der Gemeinderat in Niederhorbach besteht aus acht Ratsmitgliedern, die bei der Kommunalwahl am 9. Juni 2024 in einer Mehrheitswahl gewählt wurden, und dem ehrenamtlichen Ortsbürgermeister als Vorsitzendem. Bis 2009 gehörten dem Gemeinderat zwölf Ratsmitglieder an.

### Bürgermeister
Hubert Horbach wurde am 18. September 2024 Ortsbürgermeister von Niederhorbach. Da bei der Direktwahl am 9. Juni 2024 der einzige Bewerber keine ausreichende Mehrheit erreicht hatte, und für eine am 15. September angesetzte Wiederholungswahl kein Wahlvorschlag eingereicht wurde, oblag die Neuwahl des Bürgermeisters gemäß rheinland-pfälzischer Gemeindeordnung dem Rat. Dieser entschied sich einstimmig für Hubert Horbach.
Horbachs Vorgänger Ralf Lorenz hatte das Amt seit 2015 inne und kandidierte bei der Wahl 2024 nicht erneut. Der vorherige Ortsbürgermeister Walter Hoffmann war im Juni 2015 aus gesundheitlichen Gründen zurückgetreten.

### Wappen
| Wappen von Niederhorbach | Blasonierung: „In Blau auf silbernem Gewölk stehend ein Engel mit goldgesäumtem silbernem Gewand, mit goldenen Flügeln, eine goldene Harfe spielend.“ |
| Wappen von Niederhorbach | Es wurde 1951 vom Mainzer Innenministerium genehmigt.                                                                                                 |

### Gemeindepartnerschaft
Eine Partnerschaft besteht seit dem Jahr 1992 mit der elsässischen Gemeinde Gottesheim.

## Kultur und Sehenswürdigkeiten

### Bauwerke
- Siehe Liste der Kulturdenkmäler in Niederhorbach

### Regelmäßige Veranstaltungen
- Die alljährliche Weinkerwe findet immer am zweiten Wochenende im August statt.
- Am ersten Advent findet in Niederhorbach ein Hobby- und Kunsthandwerkermarkt statt.

## Wirtschaft
Niederhorbach ist ein Winzerort und als solcher Teil des Weinanbaugebiets Pfalz. Vor Ort befindet sich die Einzellage Silberberg (210,8 ha). Die Lage gehört zur Großlage Kloster Liebfrauenberg.

## Persönlichkeiten

### In Niederhorbach geboren
- Peter Bohrer (* 1956), Generalleutnant

### Mit Niederhorbach verbunden
- Eugen Ziegler (* 1963), Politiker (AfD), lebt in Niederhorbach